# پولگاردی
پولگاردی (به مجاری:  Polgárdi) یک منطقهٔ مسکونی در مجارستان است که در ناحیه سکش‌فهروار واقع شده‌است. پولگاردی ۷۲٫۱۶ کیلومتر مربع مساحت و ۶٬۷۸۳ نفر جمعیت دارد.